# Per Ciljan Skjelbred
Per Ciljan Skjelbred (ur. 16 czerwca 1987 w Trondheim) – norweski piłkarz występujący na pozycji pomocnika w Rosenborgu BK.

## Życiorys

### Kariera klubowa
Per Ciljan Skjelbred jest wychowankiem klubu Trygg/Lade. Trenując w tym zespole wygrał konkurs talentów piłkarskich organizowany przez norweską telewizję TV3, w nagrodę wyjechał do Anglii i przez tydzień trenował z pierwszą drużyną Liverpoolu. „The Reds” zaoferowali Skjelbredowi podpisanie kontraktu, jednak norweski zawodnik ostatecznie powrócił do kraju.
W 2004 roku Skjelbred został graczem Rosenborga. W jego barwach 9 czerwca w wygranym 3:0 pojedynku z FK Bodø/Glimt po raz pierwszy wystąpił w rozgrywkach pierwszej lidze norweskiej, stając się tym samym najmłodszym debiutantem w jej historii. Skjelbred przez cały sezon rozegrał łącznie dwa spotkania i razem z Rosenborgiem wywalczył tytuł mistrza kraju. 12 czerwca 2005 Skjelbred w ligowym meczu z Hamarkameratene strzelił dwie bramki, a jego zespół zwyciężył 4:0. 13 września tego samego roku Norweg zdobył gola w wygranym 3:1 pojedynku Ligi Mistrzów z Olympiakosem. W rewanżowym spotkaniu został brutalnie sfaulowany przez Jeroklisa Stoltidisa, w wyniku czego doznał złamania kości piszczelowej i strzałkowej.
Skjelbred wrócił do gry 10 marca 2006 na spotkanie z Aalesunds FK. W sezonie 2006 wywalczył drugie w swojej karierze mistrzostwo Norwegii, a Rosenborg w końcowej tabeli Tippeligaen wyprzedził o siedem punktów SK Brann. W sezonie 2007 Skjelbred razem ze swoją drużyną zakończył ligowe rozgrywki na piątym miejscu i dotarł do 1/16 finału Pucharu UEFA. W sezonie 2008 Rosenborg ponownie uplasował się na piątej pozycji w Tippeligaen, a z Pucharu UEFA został wyeliminowany w rundzie grupowej. W 2009 roku Skjelbred wywalczył z Rosenborgiem kolejne mistrzostwo Norwegii.
W 2011 roku został zawodnikiem Hamburgera SV. W sezonie 2013/2014 był wypożyczony do niemieckiego klubu Hertha BSC. 1 września 2014 został wykupiony przez Herthę, za kwotę 1,30 mln euro.
W lipcu 2020 roku, wrócił do Rosenborg.

### Kariera reprezentacyjna
Skjelbred ma za sobą występy w młodzieżowych reprezentacjach Norwegii: U-16, U-17, U-18, U-19 i U-21.
W dorosłej kadrze reprezentacji Norwegii zadebiutował 28 marca 2007, podczas zremisowanego 2:2 meczu eliminacji do Euro 2008 z reprezentacją Turcji. Norwegowie w swojej grupie zajęli ostatecznie trzecie miejsce i nie zakwalifikowali się do mistrzostw. Skjelbred razem z reprezentacją brał również udział w eliminacjach do Mistrzostw Świata 2010. Norwegia zajęła w swojej grupie drugie miejsce, jednak jej dorobek bramkowy był niewystarczający i nie mogła wystąpić w barażach o awans do turnieju głównego.

## Sukcesy

### Klubowe
Rosenborg BK
- Zwycięzca Tippeligaen: 2006, 2009, 2010
- Zwycięzca Superpucharu Norwegii: 2010